# Route nationale 19C (Roumanie)
La DN19C (en roumain : Drumul Național 19C) est une route nationale roumaine du județ de Bihor, reliant la commune de Valea lui Mihai à la frontière avec la Hongrie.